# Streckad flugsnappare
Streckad flugsnappare (Muscicapa griseisticta) är en asiatisk fågel i familjen flugsnappare inom ordningen tättingar. Den häckar i nordöstra Asien och flyttar vintertid till Filippinerna, Sydostasien och Nya Guinea. Beståndet anses vara livskraftigt. 

## Utseende och läten
Streckad flugsnappare är en liten (12,5–14 cm), långvingad grå flugsnappare med tydlig mörkgrå streckning på undersidan. Den liknar sibirisk flugsnappare, men undersidan är vitaktig och streckningen både tydligare och mer utbredd över hela bröstet och flankerna, ofta ner till buken. Undre stjärttäckarna är också till skillnad från denna alltid vita. Sången består av korta och rätt tystlåtna kvittrande fraser med olika sorters visslingar.

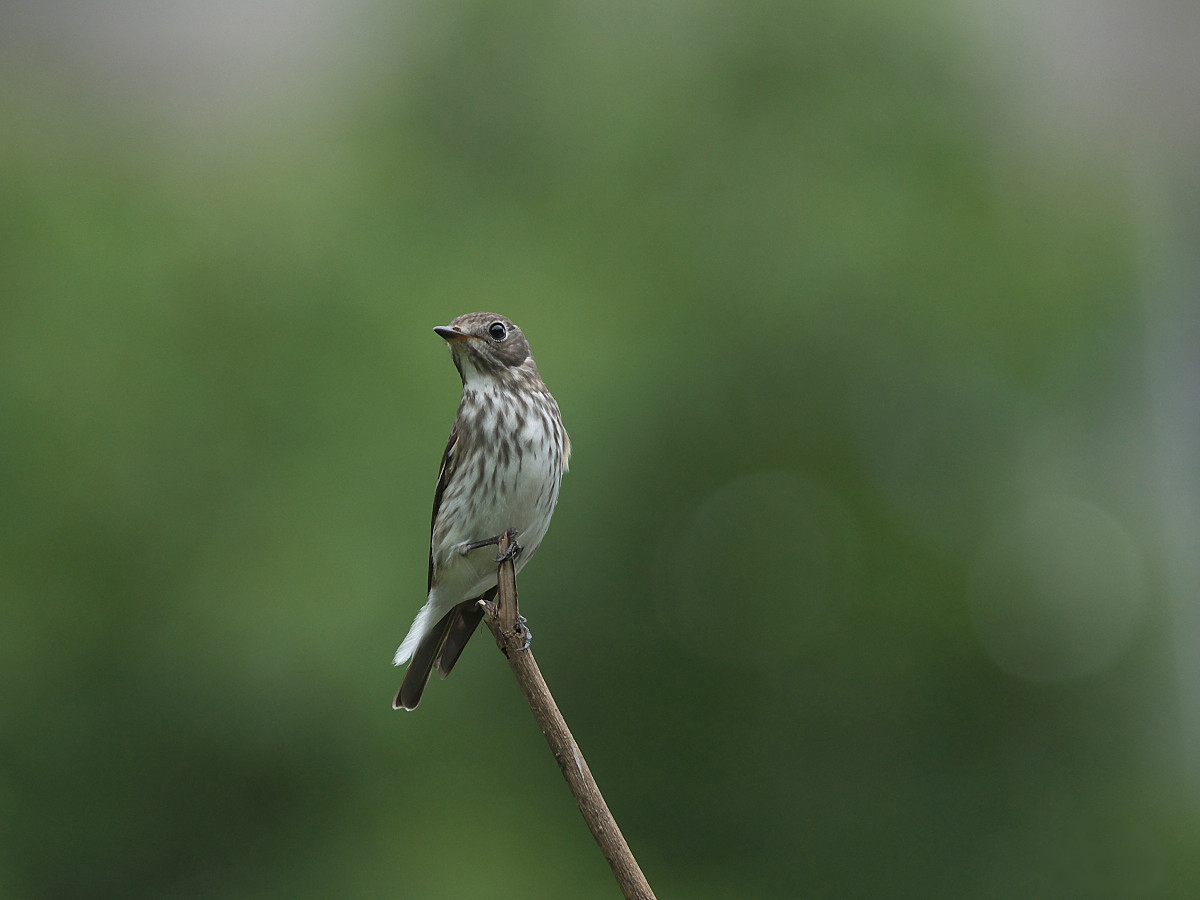

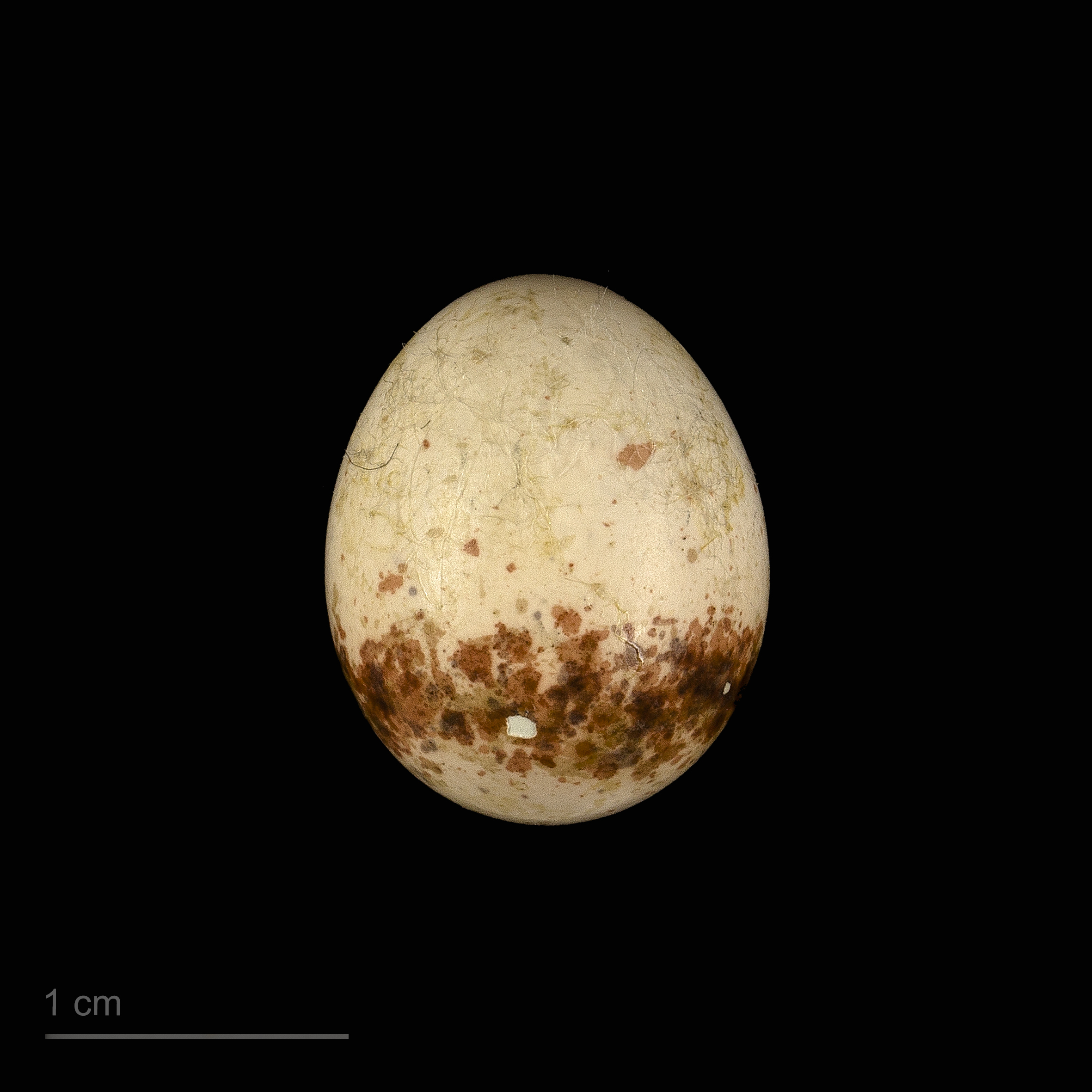
Muscicapa griseisticta

## Utbredning
Fågeln häckar i östra Asien i nordöstra Kina (norra Inre Mongoliet, Heilongjiang och Jilin), Nordkorea, sydöstra Ryssland (Amurland, Ussuriland samt centrala och södra Kamtjatka), Sachalin och Kurilerna. Vintertid flyttar den till Taiwan, Filippinerna, norra Borneo, Sulawesi, östra Små Sundaöarna (Leti och Wetar), Moluckerna och västra Nya Guinea. Tillfälligt har den påträffats i Singapore, Vietnam och USA.

## Systematik
Artens släktskap med övriga i Muscicapa är oklart. Genetiska studier visar att den antingen är systerart till resten av släktet eller tillhör en klad med sibirisk flugsnappare och rostflugsnappare. Den behandlas som monotypisk, det vill säga att den inte delas in i några underarter.

## Levnadssätt
Streckad flugsnappare häckar huvudsakligen i lärkskog och kring dess kanter. Vintertid påträffas den i öppen skog, trädgårdar och planteringar. Födan är inte väl känd, men inkluderar små ryggradslösa djur och ibland bär. Den ses ofta ensam, tillfälligtvis i par. Fågeln häckar i Ryssland från mitten av maj till slutet av juli. Den lägger endast en kull. Arten är flyttfågel som lämnar häckningsområdet mellan augusti och mitten av oktober.

## Status och hot
Arten har ett stort utbredningsområde och en stor population med stabil utveckling och tros inte vara utsatt för något substantiellt hot. Utifrån dessa kriterier kategoriserar internationella naturvårdsunionen IUCN arten som livskraftig (LC). Världspopulationen har inte uppskattats men den beskrivs som ovanlig i nordöstra Kina, sällsynt eller fåtalig i Ryssland och ganska vanlig i övervintringsområdet utom på norra och centrala Borneo.